# Alexandre Gendebien

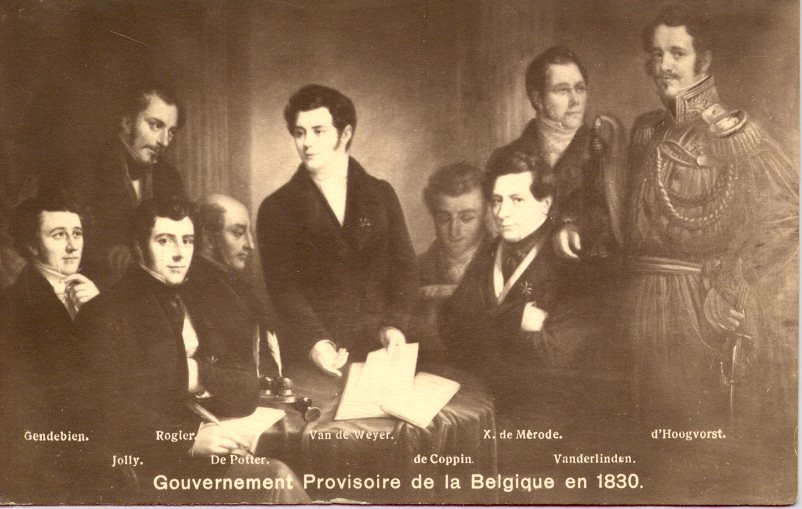
Alexandre Gendebien (ganz links) als Mitglied der vorläufigen Regierung Belgiens 1830

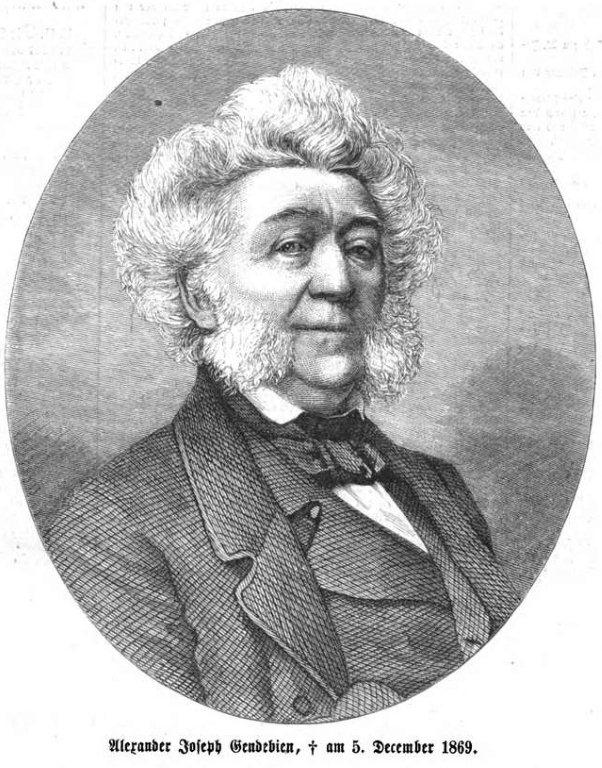
Alexandre Joseph Gendebien

Alexandre Joseph Célestin Gendebien (* 4. Mai 1789 in Mons; † 6. Dezember 1869 in Brüssel) war ein belgischer Politiker.
Gendebien arbeitete als Rechtsanwalt und machte sich 1829 einen Namen als Verteidiger des Redakteurs Louis de Potter, bei dessen Oppositionsblatt Courrier des Pays-Bas er selbst Mitarbeiter war, als diesem von der Regierung der Prozess gemacht wurde. Er knüpfte erfolgreiche Verbindungen mit den Spitzen der französischen Bewegungspartei an und suchte auf jede Weise, die Trennung Belgiens vom Vereinigten Königreich der Niederlande und einen Anschluss zu Frankreich herbeizuführen.
Während der Revolution 1830 war er Mitglied der provisorischen Regierung und neben Louis De Potter erklärter Republikaner. Gendebien wurde Mitglied des Nationalkongresses und übernahm unter der Regentschaft Surlet de Chokiers das Justizministerium. Nach der Wahl des Prinzen Leopold von Sachsen-Coburg zum belgischen König nahm er eine entschieden oppositionelle Haltung gegen das seitdem befolgte Regierungssystem ein. Später wurde er Präsident des obersten Gerichtshofs.
Gendebien war der bedeutendste Vertreter des sogenannten Rattachisme, der einen Anschluss Belgiens (oder zumindest Walloniens) an Frankreich anstrebte. Seine Partei schmolz jedoch immer mehr zusammen. Als er selbst am 23. August 1833 in einer Anklage gegen den Minister Lebeau eine vollständige Niederlage erlitten hatte, besonders aber seit er 1839 die Ratifikation eines Friedensvertrages mit den Niederlanden und die Abtretung Luxemburgs in der Repräsentantenkammer nicht zu verhindern vermochte, zog er sich mehr und mehr aus der aktiven Politik zurück, legte sein Amt als Gemeinderat und als Vorstand des Advokatenstandes nieder und beschränkte seine Tätigkeit auf die Ausübung seines Berufs als Rechtsanwalt.